# 嵌入式控制器
嵌入式控制器（embedded controller）簡稱EC，是電腦中處理許多系統任務的微處理器。

## 功能
嵌入式控制器有以下的功能：
- 接收及處理鍵盤[1]以及触摸板（touchpad）的信號（包括使触摸板無效）。
- 其他的按鈕和開關（例如電源開關），筆電的啟動上蓋開關（由霍爾感測器感測）[2]
- 控制A20总线的存取[3]
- 熱管理（CPU、GPU、主機板）以及對應的調整，例如風扇控制（英语：fan control）、动态时钟频率调整、溫度上昇時緊急關機。
- 發光二極管指示燈的控制（例如caps lock燈、scroll lock燈、num lock燈、電池燈、交流電源燈、無線網路、休眠）
- 电池充電器以及電池的管理[2]
- 允許網路的遠端診斷以及透過網路修補
- 進行軟體請求的CPU重置[1]
- 控制看門狗計時器[2]
- 系統管理中斷（進入系统管理模式）
- 藍牙啟動或關閉
- 顯示背光的啟動或關閉
- 作為BIOS和芯片组的橋樑
- USB過電流（USB無效）
- 確認是否有交流電源
- 顯示器電源啟動或關閉
- eSATA啟動或關閉
- 網路喚醒
- Debug Card介面（讓維修中心可以用特殊裝置監控boot程序，設法修正問題）
- 來自嵌入式控制器的SCI可以告知作業系統內的ACPI驅動程式有相關的ACPI事件。

嵌入式控制器是核心系統架件，只要主機板有電，嵌入式控制器就會啟動。有許多種方式可以和CPU系統通訊，例如高级配置与电源接口（ACPI）、系統管理匯流排（SMI）或共享内存。
嵌入式控制器有獨立的随机存取存储器（RAM），和CPU系統所使用的不同，也會有獨立的闪存，儲存控制器的软件。許多的BIOS更新也會包括嵌入式控制器的更新。
嵌入式控制器有時也會稱為「鍵盤控制器BIOS」，原因是嵌入式控制器是由鍵盤控制器演變而來，而且仍然有鍵盤控制器的功能。即使是現在，ACPI嵌入式控制器和CPU通訊的方式仍使用以往鍵盤控制器使用的I/O埠。

## 人體工學
嵌入式控制器是電腦系統中很底層的部份，但其中有關風扇控制以及熱管理的功能，對使用者很重要，其性能也會影響到使用。電腦系統在運作時都產生大量的熱，需要散熱，一般是用風扇產生氣流，冷卻發熱的元件，風扇控制不是單純的打開或關閉，是透過嵌入式控制器控制，在需要散熱時將風扇高速運轉一小段時間，當溫度降到夠低的時候，再讓風扇以較慢速運轉。因為風扇是運作在音頻的範圍，使用者可以聽的出速度的變化，以人體工學的觀點，此控制架構會造成使用者的不舒適。
為了避免這種情形，有些嵌入式控制器會讓風扇長時間在定速下運行，只有快接近過熱時才會讓風扇高速運轉。此作法可以改善人體工學的問題，因為風扇長時間定速運行，比較安靜，而且不會常常加減速。但當溫度上昇時，風扇需運作較長的時間才能讓溫度降低。
若要調整風扇控制的策略，一般需要更新嵌入式控制器的韌體。

## 外部連結
- Matthew Garrett: The ACPI Embedded Controller （页面存档备份，存于）
- coreboot: List of embedded controllers as they are used in laptops （页面存档备份，存于）